# 金双根
金双根（1974年9月—），卫星导航系统（GNSS）领域学者，中华人民共和国全国人大代表，欧洲科学院院士、美国电磁科学院院士、俄罗斯自然科学院院士。
金双根曾任南京信息工程大学院长，2022年4月转任河南理工大学学术副校长。